# Maddens-strategie
De Maddens-strategie of Maddens-doctrine is een strategie naar voren geschoven door Bart Maddens om te komen tot vooruitgang in de staatshervorming in België.
Op 3 maart 2009 publiceerde hij in De Standaard een vrije tribune onder de titel 'On n'est demandeur de rien'. Daarin schoof hij een communautaire strategie naar voren die kortweg stelt dat Vlaanderen niet langer een nieuwe stap in de staatshervorming moet vragen, maar moet wachten tot een bestuursniveau waar Franstaligen aanwezig zijn de vragende partij is. Vroeg of laat heeft het federale België, Brussel of Wallonië geld nodig, denkt hij. Op dat moment kan Vlaanderen weigeren, zoals Franstalige politici dat in de jaren 1990 en 2000 consequent deden. Dit net zo lang totdat Vlaanderen, in ruil voor geld, een duidelijke vooruitgang kan boeken in een nieuwe ronde in de staatshervorming.
De strategie werd al aangenomen door onder andere de Nieuw-Vlaamse Alliantie en de Vlaamse Volksbeweging maar kent ook tegenstanders, onder andere binnen het Aktiekomitee Vlaamse Sociale Zekerheid, die twijfelen aan de efficiëntie.
CD&V is ronduit tegen de Maddens-doctrine. Dat liet de voorzitster van de partij op 22 september 2009 weten tijdens een gastcollege aan de Universiteit van Gent. CD&V verschilt daarin van mening met N-VA, met wie ze vroeger een kartel vormden en sinds 2009 samen in de Vlaamse regering zitten.